# Palmo

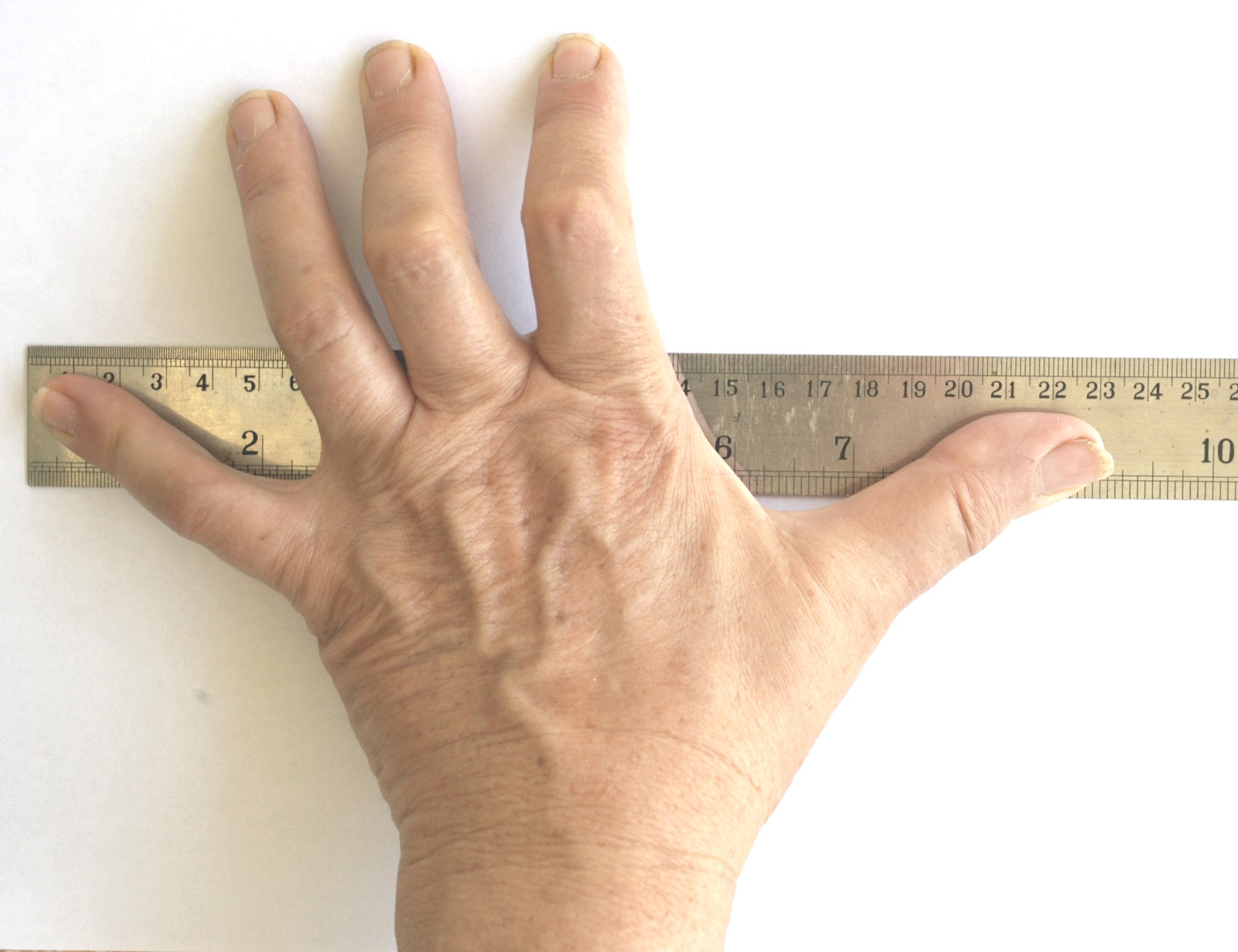
Uma mão estendida sobre uma régua formando um palmo.

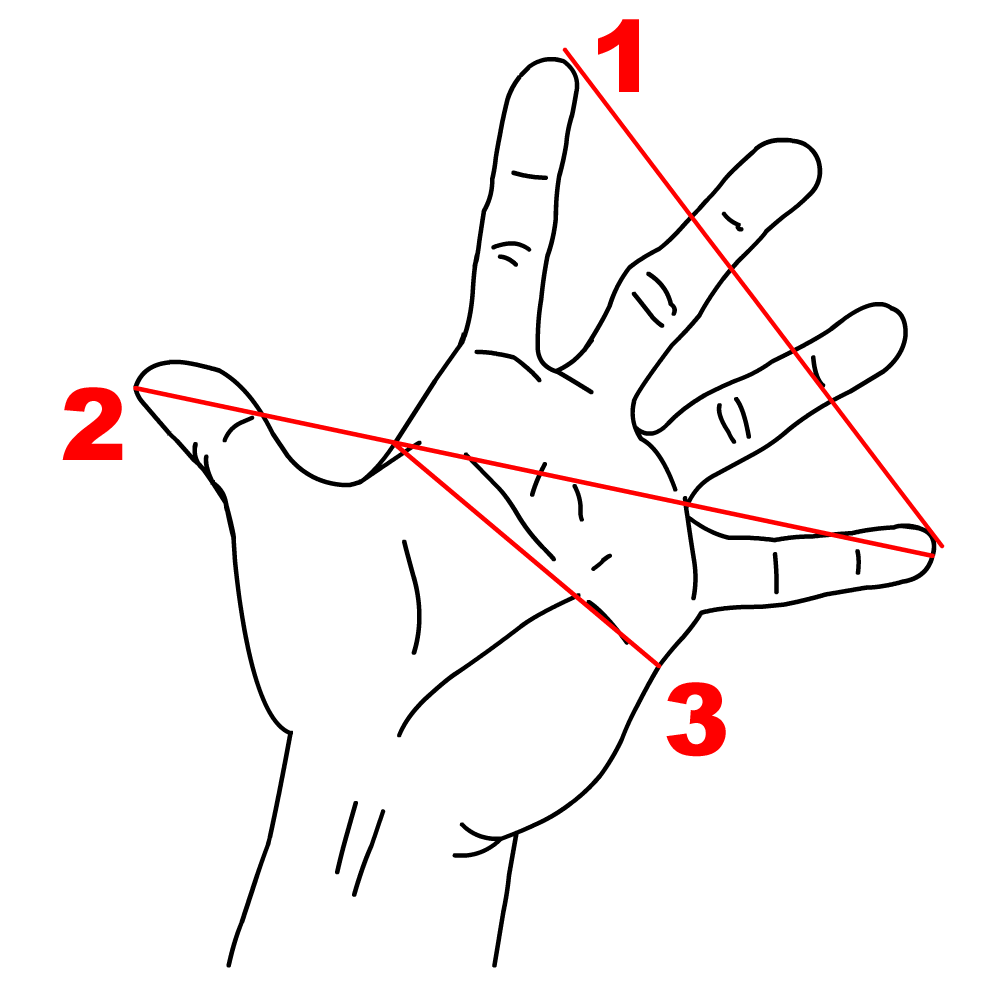
A linha 2 representa o palmo.

O palmo é uma medida de comprimento que se obtém com a mão toda aberta, medindo-se do dedo polegar ao mínimo, cuja distância gira em torno de 22 centímetros.
Além disso, palmo (span) também é uma unidade de medida inglesa ainda utilizada em alguns países, como nos Estados Unidos. Um palmo inglês mede nove polegadas ou 22,86 centímetros.